# Прапор Ніжинського району
Прапор Ніжинського району являє собою малинове квадратне полотнище із білою лиштвою в 1/6 ширини; в центрі прапора розміщено Юрія-Змієборця у білому одязі на білому коні у білій збруї, що пронизує білим списом чорного змія.
Своїм рішенням VIII сесія XXIV скликання Ніжинської районної ради 12 грудня 2003 р. затвердила символіку району.

## Трактування символіки
Полотнище прапора виконане з використанням двох геральдичних кольорів й кольорів двох (шляхетних) металів, що позначають:
- малиновий колір символізує помірність, щедрість, шляхетність. У палітрі прапора він символізує козацьку звитягу мешканців краю;
- чорний колір символізує переможене зло, землю, роботу, мудрість, постійність, обережність;
- білий (срібла), символ чистоти, добра, безвинності (скромності). У палітрі прапора він відбиває безхмарне, мирне небо, чистоту помислів жителів краю;
- жовтий (золотий), символ багатства, справедливості, великодушності.

## Історія

Прапор Ніжинського козацького полку середини 17 ст.

Сучасний прапор району бере свій початок із прапора Ніжинського козацького полку середини 17 ст.